# 生馬
生馬（いくま）は、和歌山県西牟婁郡上富田町の大字。2010年10月1日現在の人口は1,824人。郵便番号は649-2103。本項ではかつて同区域に存在した西牟婁郡生馬村（いくまむら）についても記す。

## 地理
上富田町の南東端、生馬川の流域にあたる。西で岩崎、北で朝来・岩田・市ノ瀬および田辺市鮎川、東で白浜町玉伝・大、南で同町宇津木・庄川・久木・保呂に接する。北西端を富田川が流れ、右岸を国道311号、左岸を和歌山県道220号岩田保呂線が並行。また、生馬川に沿って和歌山県道36号上富田すさみ線が東西を横断する。また、上富田町役場の北方、馬川の上流域に飛地があり、西で朝来、東で岩田、北で田辺市新庄町に接する。

### 山岳
- 城ノ森山
- 高畑山（飛地）

### 河川
- 富田川
- 生馬川
- 板木川
- 払合川
- 馬川（飛地）

## 歴史
- 幕末 - 牟婁郡生馬村が存在。「旧高旧領取調帳」の記載によると紀州藩附家老安藤氏領。
- 慶応4年1月24日（1868年2月17日） - 安藤氏領が立藩して田辺藩領となる。
- 明治4年7月14日（1871年8月29日） - 廃藩置県により田辺県の管轄となる。
- 明治4年11月22日（1872年1月2日） - 和歌山県の管轄となる。
- 1879年（明治12年）1月20日 - 所属郡が西牟婁郡に変更。
- 1889年（明治22年）4月1日 - 町村制の施行により、近世以来の生馬村が単独で自治体を形成。
- 1956年（昭和31年）9月30日 - 生馬村が朝来村と合併して富田川町が発足。同町の大字となる。
- 1958年（昭和33年）3月31日 - 富田川町が上富田町と合併し、改めて上富田町が発足。

## 交通

### バス
明光バス
- 日置線（市鹿野経由）
  - 田辺駅 - つぶり坂 - 医療センター - 市鹿野 - 日置駅
  - 田辺駅 - つぶり坂 - 新庄駅 - 朝来 - 市鹿野 - 合川
- 田辺・白浜線（朝来・上富田庁舎・白浜駅経由）
  - 田辺駅 - つぶり坂 - 新庄駅 - 朝来 - 上富田庁舎前 - 白浜駅 - 古賀浦 - 大浦 - 白浜桟橋 - 白浜バスセンター - 白良浜 - 新湯崎 - 三段壁

くちくまのコミュニティバス
- 系統番号4 町内循環（大宮・野田線）生馬・岩崎方面
  - 上富田町役場 - 林業センター前 - 上稗田 - 鳥渕 - 生馬 - 林業センター前 - 朝来駅 - 野田 - 上富田町役場

### 道路
- 国道311号
- 和歌山県道36号上富田すさみ線
- 和歌山県道220号岩田保呂線

## 施設
- 上富田町立生馬小学校
- 田辺市消防本部上富田消防署
- 和歌山県林業センター
- 日吉神社
- 虫逐神社
- 鳥渕神社
- 観音寺
- 上富田生馬テレビ中継局
- 救馬渓観音（飛地）